# Heino Puuste
Heino Puuste (Unión Soviética, 7 de septiembre de 1955) es un atleta soviético retirado especializado en la prueba de lanzamiento de jabalina, en la que ha conseguido ser subcampeón europeo en 1982.

## Carrera deportiva
En la Universiada de México de 1979, ganó la medalla de bronce en lanzamiento de jabalina, llegando hasta los 82.62 metros, tras el alemán Helmut Schreiber  y el finlandés Arto Härkönen.
En el Campeonato Europeo de Atletismo de 1982 ganó la medalla de plata en el lanzamiento de jabalina, llegando hasta los 89.56 metros, tras el alemán Uwe Hohn (oro con 91.34 m) y por delante del también alemán Detlef Michel.